# 鋁合金

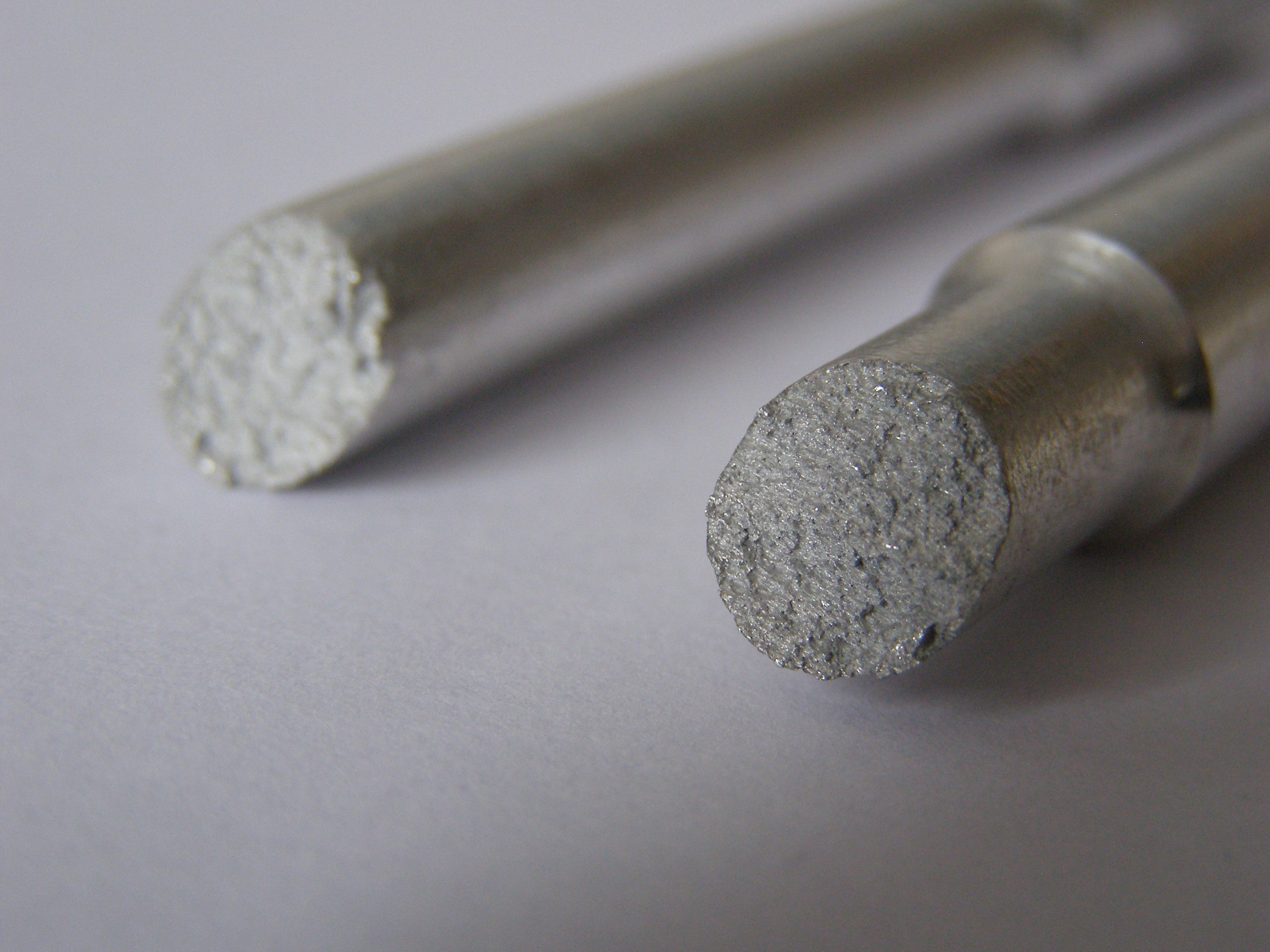
拉伸試驗後的鋁合金圓形試片

鋁合金通常使用銅、鋅、錳、矽、鎂等合金元素，20世紀初由德國人阿尔弗雷德·威尔姆發明，對飛機發展幫助極大，第一次世界大戰後德國鋁合金成分被列為國家機密。跟普通的碳鋼相比有更輕及耐腐蝕的性能，但抗腐蝕性不如純鋁。在乾淨、乾燥的環境下鋁合金的表面會形成保護的氧化層。造成電偶腐蝕加速的情況有：鋁合金與不銹鋼接觸的情況、其他金屬的腐蝕電位比鋁合金低或是在潮濕的環境下。如果鋁和不銹鋼要一同使用必須安裝兩金屬間電子或電解質隔離。
鋁合金的成分需要向美國鋁業協會（Aluminium Association，AA）註冊。許多組織公佈更具體製造鋁合金的標準，包括美國汽車工程協會（Society of Automotive Engineers，SAE）特別是航空標準，還有美國材料試驗協會（American Society for Testing and Materials，ASTM）。

## 工程用途

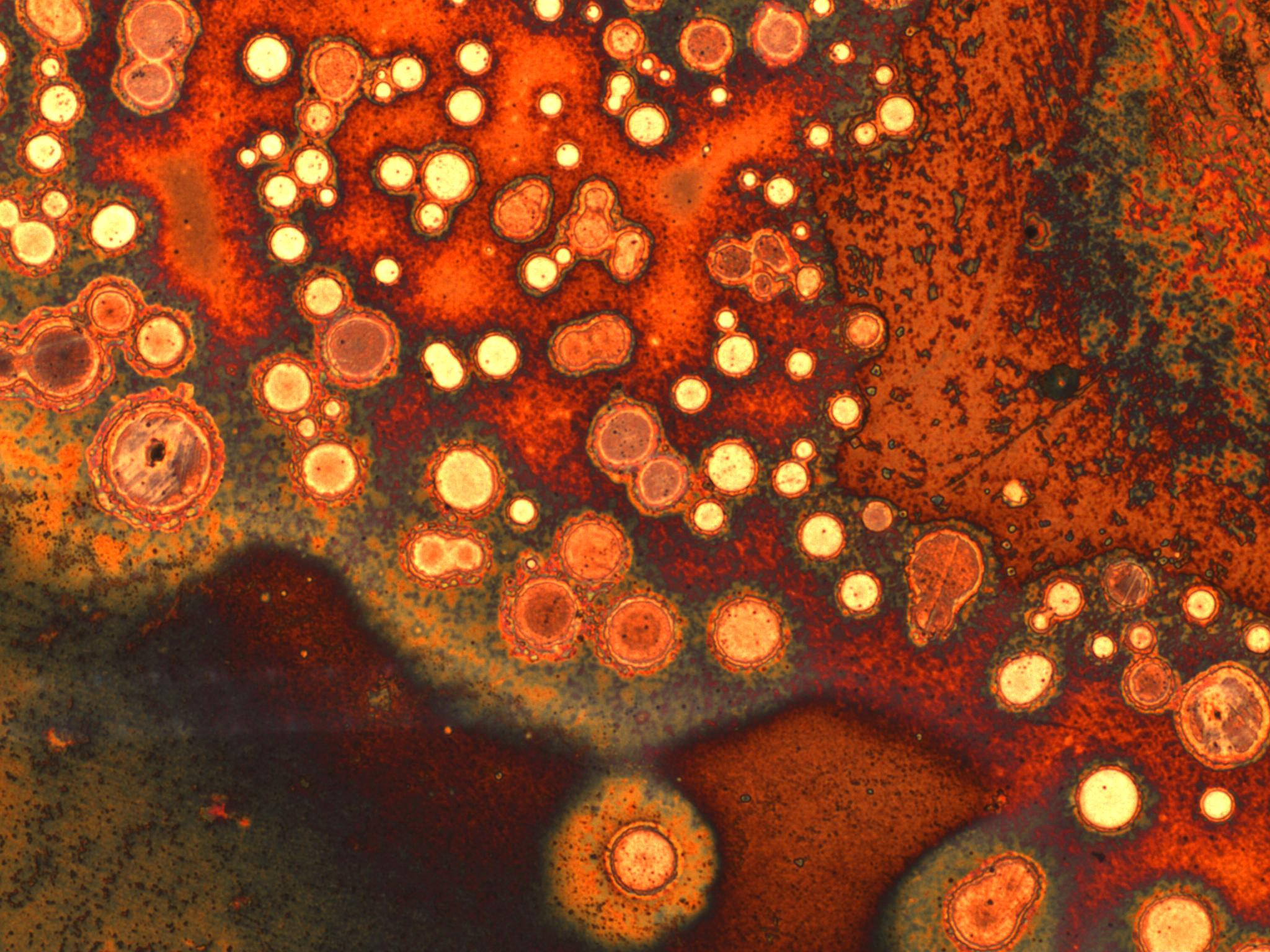
電子顯微鏡下的鉍鋁合金

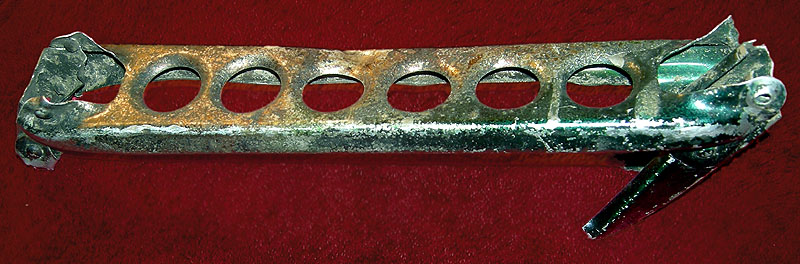
鋁合金鍛造物

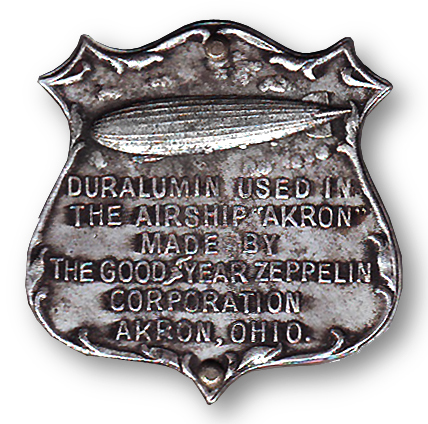
鋁合金飾品

鋁-金二元合金的相图

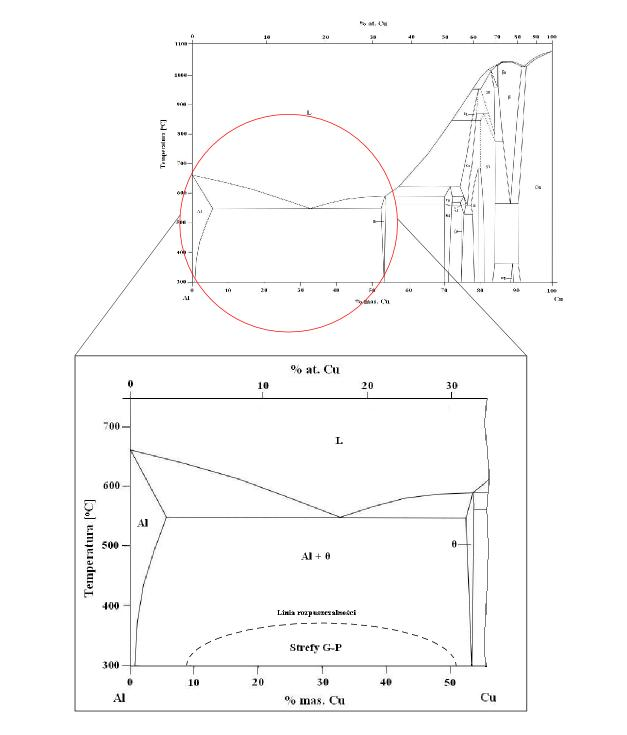
1938年，法国学者纪尼埃(A.Guinier)阐明了铝合金时效硬化是由溶质原子形成的富集区(G.P.区)所致。

### 概要
鋁合金被廣泛應用在工程結構上。合金系統由數字系統分類（ANSI），或由名稱表示主要的組成合金（DIN及ISO）。為一種指定的應用選擇正確的合金需要考慮材料的強度、延性、成形性、焊接性、抗腐蝕性等等。簡短的歷史概述合金和製造技術，請參照。由於它的高強度和較低重量比率，鋁被廣泛使用在現代航空器裡。

### 彈性度
鋁使用不當，可能會導致些問題。尤其是在對比鐵或鋼後，覺得鋁有“更好的表現”的那些直覺行事的設計師，機械師，或技術員。跟鐵或鋼相比，相同大小的鋁重量只有鐵或鋼的三分之一，似乎有著巨大的吸引力。但必須注意到，剛性同時也減少了三分之二。因此，直接更換一個鐵或鋼鐵的零件，並施加可接受的力量，雖然不會造成破壞，但是鋁的彈性會造成零件三倍以上的撓度。
即使材料不會破壞，過度的彈性亦不可取。尤其在要求精度或者有效率傳輸的地方。隨意地將鋼管更換為同樣大小的鋁管將造成一定程度彎曲。例如，用相同的尺寸的鋁管取代鋼管的自行車框架，增加彈性的操作下，負荷所造成的不同心度將會吸收運行的力量。若增加管壁的厚度來補強，則造成重量增加並喪失了彈性與重量比的優勢。
就這情況而言，最好重新設計鋁尺寸的部分，以適應其特點。例如，使自行車的框架鋁管具有超大直徑，而不是厚的管壁。這樣增加了強度，重量也沒有增加很多。這樣處理的極限在於對挫曲的敏感性增加。
最新型的雪佛蘭科爾維特Corvette汽車，是一個很好的例子，重新設計後的部分利用了鋁的優勢。使用了由鋁製造的底盤和懸掛系統零件，消除不必要的金屬後不但減輕也減少了截面積，這些車有大的尺寸和良好的剛度。因此，在同樣或更激烈的使用情況下不需要跟鋼製的零件一樣頻繁更換，大部分人對此覺得有吸引力。同樣地，鋁自行車框架可以改良設計，以便提供剛性和一些額外的靈活性，後者的功用可以當作另一種避震器。
鋁合金的強度和耐久性差別很大，不僅組成合金元素的差別，也由於製造過程的差異。這種可變性加上經驗曲線的使用，使鋁時常獲得了壞名聲。舉例來說，70年代早期許多設計不良的鋁自行車框架高頻率的損壞後，傷害了鋁的聲譽。然而，鋁零件廣泛的使用在航空器和高性能的汽車行業，放大來講是禁得起極微小的失敗率，同時也說明了自行車零組件沒有不可靠的問題。時間和經驗證明了鋁依舊是可靠的。
同樣地，鋁在汽車應用尤其是在引擎零件上，得益於一段時間內的發展。奧迪工程師，在評論最近由奧迪工廠恢復一台1930年代汽車聯盟賽車的V12引擎有超過500匹馬力，引擎所使用的鋁合金今天會被使用在像是除草機和家具上。在1960年代Corvair鋁製的汽缸蓋和曲軸箱，即使上螺紋被磨平及總體上的失敗仍得到了良好的名聲。這是已往不曾見過的設計。
其中一個重要的結構限制是鋁合金疲勞性能，而鋼具有較高的疲勞極限（理論上可以承受無限多的週期性載荷），鋁的疲勞極限是接近零，也就是說它最終將破壞，甚至非常小的循環荷載作用都可以使它破壞，但對於小的應力可以使用非常長的時間。

### 熱敏度
通常必須考慮金屬的熱敏感性。事實上鋁對熱感應上相對地複雜，不像鋼將要熔化時發出亮紅色。由於鋁熔化之前沒有跡象顯示，使用噴燈成型時需要一些專門的知識。
鋁過熱的時候受到內部壓力和拉力，這些壓力往往會導致延遲的扭曲。舉例來說，常見的有翹曲或過熱裂開的汽車鋁缸蓋。幾年後，沿著鋁自行車框架焊接逐漸變成趨勢。1970年代黏著劑被用在一些自行車上，不幸的是當鋁管受到輕微腐蝕就會鬆動黏接，終究車架解體。因此，航天工業，完全避免熱進入零件[膠粘劑]間或機械扣件。
過熱的鋁可放心熱處理零件在一爐，並逐步冷卻－有退火的效果。然而這樣做的結果有可能造成扭曲，所以熱處理焊接自行車框架，會導致重要的部分產生不重合。如果不嚴重，冷卻之後有可能可以重合在一起。如果框架設計有相當的剛性，變形將需要很大的力量。
鋁的不耐高溫性不包括使用在火箭上，用於氣體燃燒可達3500 K的燃燒室，在Agena上，階段引擎部分設計使用了再生鋁冷卻噴嘴，包括關鍵噴喉；實際上鋁極端高導熱性防止了噴喉在巨大的熱流下到達熔點，是一個可靠的輕組件。

### 奈米化
21世紀後奈米技術有所進展，上海交通大學材料科學與工程學院王浩偉教授領銜的科研團隊，突破了奈米陶瓷鋁合金技術，在鋁裡摻陶瓷增強特性的構想長期存在，但技術難關巨大，強度及塑性差等問題無法解決。新技術採用讓陶瓷自己從鋁裡長出來的新構想，團隊最終採用「原位自生技術」，透過熔體控制自生，陶瓷顆粒的尺寸由外加法的幾十微米降低到奈米級，突破了外加陶瓷鋁基複合材料的塑性低、加工難等應用瓶頸。該種材料也可用於3D列印且成品有接近鍛造的性質，航太潛力巨大。
目前天宮一號、天宮二號和若干衛星已經應用奈米陶瓷鋁合金零件。

### 家庭配線
1960年代跟鋁的高導電性和比銅低的價格，在美國的家庭配線使用了鋁，即使許多裝置的設計不是能使用鋁導線的。新的用途帶了一些問題：
- 鋁巨大的熱膨脹係數造成導線容易變長扭曲，最終跨接到不同的金屬（如旁邊的螺絲、牆釘），造成短路。
- 純鋁有一個“蠕變”傾向，穩定持續的壓力（隨著溫度的上升），再次造成短路。
- 電偶腐蝕（英语：Galvanic corrosion）造成接觸端的金屬電阻增加。

這些過熱和過鬆的聯接，反而導致了一些火災。建造者對導線的選用開始變的謹慎，在新建築上許多法令禁止了它的用途。但較新的裝置，最終改善了連接設計，以避免鬆動和過熱。一開始的標示為"Al/Cu"，現在則是印著"CO/ALR"。另一種阻止發熱的方法，捲曲鋁線與銅線編成短辮，利用高壓捲曲並利用工具減少鋁的熱膨脹。現在，新的合金、設計和方法用在鋁導線和鋁端子的結合。

## 合金分类
铝合金按加工方法可以分为变形铝合金和铸造铝合金两大类。
变形鋁合金牌号使用四位数字表示，其中包含了合金成份所佔的比例。破折號後的4位數號碼代表熱處理的類型，例如“6061-T6”。鑄造用鋁合金使用4至5位數號碼與一個小數點。在百位數的數字代表合金元素，小數點用來辨認是鑄件或是鋁錠。

## 鍛造用合金
國際合金命名系統（International Alloy Designation System）被廣泛接受命名鍛造合金。每個合金是由於四位數號碼，其中第一位數為主要合金元素。
- 1000系列至少含99%（重量百分比）的鋁。
- 2000系列銅合金，強度媲美鋼。以前稱為杜拉鋁，是常用的航太合金，但容易受到粒間腐蝕，逐漸被7000系列取代。
- 3000系列錳合金，有加工硬化。
- 4000系列矽合金，亦稱為矽鋁明。
- 5000系列鎂合金，可解決加工硬化，強度较高。
- 6000系列鎂矽合金，易於加工，可沉積硬化，得到的強度可媲美鋼鐵。
- 7000系列鋅合金，可析出硬化，在所有鋁合金中有最高強度。
- 8000系列混合。

### 鍛造用鋁合金元素含量
（重量百分比）
| 代號                      | 矽         | 鐵         | 銅        | 錳        | 鎂       | 鉻        | 鋅      | 釩        | 鈦        | 鋇       | 鎵   | 鉛       | 鋯        | 其他 | 其他 | 鋁       |
| ------------------------- | ---------- | ---------- | --------- | --------- | -------- | --------- | ------- | --------- | --------- | -------- | ---- | -------- | --------- | ---- | ---- | -------- |
| 代號                      | 矽         | 鐵         | 銅        | 錳        | 鎂       | 鉻        | 鋅      | 釩        | 鈦        | 鋇       | 鎵   | 鉛       | 鋯        | 每種 | 總和 | 鋁       |
| 1060                      | 0.25       | 0.35       | 0.05      | 0.03      | 0.03     | 0.03      | 0.05    | 0.05      | 0.03      | 0.03     | 0.03 | 0.03     | 0.03      | 0.03 |      | 最少99.6 |
| 1100                      | 0.95 Si+Fe | 0.95 Si+Fe | 0.05-0.20 | 0.05      |          |           | 0.10    |           |           |          |      |          |           | 0.05 | 0.15 | 最少99.0 |
| 2014                      | 0.50-1.2   | 0.7        | 3.9-5.0   | 0.40-1.2  | 0.20-0.8 | 0.10      | 0.25    |           | 0.15      |          |      |          |           | 0.05 | 0.15 | 剩餘的   |
| 2024                      | 0.50       | 0.50       | 3.8-4.9   | 0.30-0.9  | 1.2-1.8  | 0.10      | 0.25    |           | 0.15      |          |      |          |           | 0.05 | 0.15 | 剩餘的   |
| 2219                      | 0.2        | 0.30       | 5.8-6.8   | 0.20-0.40 | 0.02     |           | 0.10    | 0.05-0.15 | 0.02-0.10 |          |      |          | 0.10-0.25 | 0.05 | 0.15 | 剩餘的   |
| 3003                      | 0.6        | 0.7        | 0.05-0.20 | 1.0-1.5   |          |           | 0.10    |           |           |          |      |          |           | 0.05 | 0.15 | 剩餘的   |
| 3004                      | 0.30       | 0.7        | 0.25      | 1.0-1.5   | 0.8-1.3  |           | 0.25    |           |           |          |      |          |           | 0.05 | 0.15 | 剩餘的   |
| 3102                      | 0.40       | 0.7        | 0.10      | 0.05-0.40 |          |           | 0.30    |           | 0.10      |          |      |          |           | 0.05 | 0.15 | 剩餘的   |
| 5052                      | 0.25       | 0.40       | 0.10      | 0.10      | 2.2-2.8  | 0.15-0.35 | 0.10    |           |           |          |      |          |           | 0.05 | 0.15 | 剩餘的   |
| 5083                      | 0.40       | 0.40       | 0.10      | 0.40-1.0  | 4.0-4.9  | 0.05-0.25 | 0.25    |           | 0.15      |          |      |          |           | 0.05 | 0.15 | 剩餘的   |
| 5086                      | 0.40       | 0.50       | 0.10      | 0.20-0.7  | 3.5-4.5  | 0.05-0.25 | 0.25    |           | 0.15      |          |      |          |           | 0.05 | 0.15 | 剩餘的   |
| 5154                      | 0.25       | 0.40       | 0.10      | 0.10      | 3.1-3.9  | 0.15-0.35 | 0.20    |           | 0.20      |          |      |          |           | 0.05 | 0.15 | 剩餘的   |
| 5454                      | 0.25       | 0.40       | 0.10      | 0.50-1.0  | 2.4-3.0  | 0.05-0.20 | 0.25    |           | 0.20      |          |      |          |           | 0.05 | 0.15 | 剩餘的   |
| 5456                      | 0.25       | 0.40       | 0.10      | 0.50-1.0  | 4.7-5.5  | 0.05-0.20 | 0.25    |           | 0.20      |          |      |          |           | 0.05 | 0.15 | 剩餘的   |
| 6005                      | 0.6-0.9    | 0.35       | 0.10      | 0.10      | 0.40-0.6 | 0.10      | 0.10    |           | 0.10      |          |      |          |           | 0.05 | 0.15 | 剩餘的   |
| 6005A†                    | 0.50-0.9   | 0.35       | 0.30      | 0.50      | 0.40-0.7 | 0.30      | 0.20    |           | 0.10      |          |      |          |           | 0.05 | 0.15 | 剩餘的   |
| 6060                      | 0.30-0.6   | 0.10-0.30  | 0.10      | 0.10      | 0.35-0.6 | 0.5       | 0.15    |           | 0.10      |          |      |          |           | 0.05 | 0.15 | 剩餘的   |
| 6061                      | 0.40-0.8   | 0.7        | 0.15-0.40 | 0.15      | 0.8-1.2  | 0.04-0.35 | 0.25    |           | 0.15      |          |      |          |           | 0.05 | 0.15 | 剩餘的   |
| 6063                      | 0.20-0.6   | 0.35       | 0.10      | 0.10      | 0.45-0.9 | 0.10      | 0.10    |           | 0.10      |          |      |          |           | 0.05 | 0.15 | 剩餘的   |
| 6066                      | 0.9-1.8    | 0.50       | 0.7-1.2   | 0.6-1.1   | 0.8-1.4  | 0.40      | 0.25    |           | 0.20      |          |      |          |           | 0.05 | 0.15 | 剩餘的   |
| 6070                      | 1.0-1.7    | 0.50       | 0.15-0.40 | 0.40-1.0  | 0.50-1.2 | 0.10      | 0.25    |           | 0.15      |          |      |          |           | 0.05 | 0.15 | 剩餘的   |
| 6082                      | 0.7-1.3    | 0.50       | 0.10      | 0.40-1.0  | 0.60-1.2 | 0.25      | 0.20    |           | 0.10      |          |      |          |           | 0.05 | 0.15 | 剩餘的   |
| 6105                      | 0.6-1.0    | 0.35       | 0.10      | 0.10      | 0.45-0.8 | 0.10      | 0.10    |           | 0.10      |          |      |          |           | 0.05 | 0.15 | 剩餘的   |
| 6162                      | 0.40-0.8   | 0.50       | 0.20      | 0.10      | 0.7-1.1  | 0.10      | 0.25    |           | 0.10      |          |      |          |           | 0.05 | 0.15 | 剩餘的   |
| 6262                      | 0.40-0.8   | 0.7        | 0.15-0.40 | 0.15      | 0.8-1.2  | 0.04-0.14 | 0.25    |           | 0.15      | 0.40-0.7 |      | 0.40-0.7 |           | 0.05 | 0.15 | 剩餘的   |
| 6351                      | 0.7-1.3    | 0.50       | 0.10      | 0.40-0.8  | 0.40-0.8 |           | 0.20    |           | 0.20      |          |      |          |           | 0.05 | 0.15 | 剩餘的   |
| 6463                      | 0.20-0.6   | 0.15       | 0.20      | 0.05      | 0.45-0.9 |           | 0.05    |           |           |          |      |          |           | 0.05 | 0.15 | 剩餘的   |
| 7005                      | 0.35       | 0.40       | 0.10      | 0.20-0.7  | 1.0-1.8  | 0.06-0.20 | 4.0-5.0 |           | 0.01-0.06 |          |      |          | 0.08-0.20 | 0.05 | 0.15 | 剩餘的   |
| 7072                      | 0.7 Si+Fe  | 0.7 Si+Fe  | 0.10      | 0.10      | 0.10     |           | 0.8-1.3 |           |           |          |      |          |           | 0.05 | 0.15 | 剩餘的   |
| 7075                      | 0.40       | 0.50       | 1.2-2.0   | 0.30      | 2.1-2.9  | 0.18-0.28 | 5.1-6.1 |           | 0.20      |          |      |          |           | 0.05 | 0.15 | 剩餘的   |
| 7116                      | 0.15       | 0.30       | 0.50-1.1  | 0.05      | 0.8-1.4  |           | 4.2-5.2 | 0.05      | 0.05      |          | 0.03 |          |           | 0.05 | 0.15 | 剩餘的   |
| 7129                      | 0.15       | 0.30       | 0.50-0.9  | 0.10      | 1.3-2.0  | 0.10      | 4.2-5.2 | 0.05      | 0.05      |          | 0.03 |          |           | 0.05 | 0.15 | 剩餘的   |
| 7178                      | 0.40       | 0.50       | 1.6-2.4   | 0.30      | 2.4-3.1  | 0.18-0.28 | 6.3-7.3 |           | 0.20      |          |      |          |           | 0.05 | 0.15 | 剩餘的   |
| †錳加鉻必須介於0.12-0.50% |            |            |           |           |          |           |         |           |           |          |      |          |           |      |      |          |

“其他”限制適用於所有的元素，無論是表格中有或沒有。

## 鑄造用鋁合金
美國鋁業協會（Aluminium Association，AA）採取與鍛造用合金相似的命名原則。英國標準（British Standard，BS）、德國標準（Deutsches Institut für Normung，DIN）使用了不同的名稱。
在美國鋁業協會（AA）系統，第二、第三位數代表了最小含鋁量，例如150.x代表最少含99.50%鋁。該數字小數點後值為0或1，指的鑄件和鑄錠分別。美國鋁業協會系統下的主要鑄造用鋁合金列表如下：
- 1xx.x系列：至少含99%鋁
- 2xx.x系列：銅
- 3xx.x系列：矽，銅和（或）鎂
- 4xx.x系列：矽
- 5xx.x系列：鎂
- 6xx.x系列：鎂，矽
- 7xx.x系列：鋅
- 8xx.x系列：錫
- 9xx.x系列：混合

## 命名合金
- 杜拉鋁（硬鋁）（銅－鋁合金）
- 鎂諾克斯合金（鎂－鋁合金）
- 矽鋁明（鋁－矽合金）

## 用途概要

### 常用航天航空合金
這些鋁合金，被用在飛機及其他航空器結構有悠久的歷史。
- 7075鋁合金
- 6061鋁合金
- 6063鋁合金
- 2024鋁合金
- 5052鋁合金

### 其他航太合金
這些都是目前生產的，但較少廣泛使用，應用在航太上的鋁合金。
- 2090鋁合金
- 2124鋁合金
- 2195鋁合金（鋁鋰合金）－用於在飛機超輕量級外部燃料箱。
- 2219鋁合金
- 2324鋁合金
- 6013鋁合金
- 7050鋁合金
- 7055鋁合金
- 7150鋁合金
- 7475鋁合金

### 航海合金
這些合金常被用在造船，海運業及鹽水成分較高的地方使用。
- 5052鋁合金
- 5083鋁合金
- 5086鋁合金
- 6061鋁合金
- 6063鋁合金

### 易拉罐合金
这些合金大量应用于易拉罐，包括啤酒、汽水饮料、食品等易拉罐包装。
- 3004鋁合金－易拉罐罐体（使用较少）
- 3104鋁合金－易拉罐罐体
- 5052鋁合金－易拉罐罐盖和拉环
- 5052鋁合金－易拉罐罐盖和拉环

### 建筑装饰用合金
这些合金大量应用于建筑幕墙装饰中
- 1100鋁合金－装饰幕墙
- 3003鋁合金－装饰幕墙

## 註解
1. ↑  SAE Aluminium specifications list （页面存档备份，存于）, accessed Oct 8, 2006.  Also SAE Aerospace Council 的存檔，存档日期2006-09-27., accessed Oct 8, 2006.
2. ↑  Sanders, Robert E. . JOM. 2001-02-01, 53 (2): 21-25. ISSN 1543-1851. doi:10.1007/s11837-001-0115-7 （英语）.
3. ↑  For a tube of constant wall thickness, stiffness scales as the cube of the diameter, whereas mass scales proportionally.  So an aluminium tube with twice the diameter of a steel tube but the same wall thickness will be roughly 8/3 stiffer and 2/3 the weight.  If 1.5 times the diameter, it will be roughly the same stiffness and half the weight, and so on.
4. ↑  .   [2017-08-08]. （原始内容存档于2021-03-16）.
5. ↑  I. J. Polmear, Light Alloys, Arnold, 1995
6. ↑  Fundamentals of Flight, Shevell, Richard S., 1989, Englewood Cliffs, Prentice Hall, ISBN 0-13-339060-8, Ch 18, pp 373-386.
7. ↑  Boatbuilding with Aluminum, Stephen F. Pollard, 1993, International Marine, ISBN 0-07-050426-1